# Aidalai
Aidalai è un album in studio del gruppo musicale spagnolo Mecano, pubblicato nel 1991.

## Tracce
1. El fallo positivo – 4:00
2. El uno, el dos, el tres – 4:41
3. Bailando salsa – 4:08
4. El 7 de septiembre – 5:02
5. Naturaleza muerta – 5:02
6. 1917 (Instrumental) – 4:12
7. Una rosa es una rosa – 4:48
8. El lago artificial – 3:53
9. Tú – 4:10
10. Dalai Lama – 5:29
11. El peón del rey de negras – 4:49
12. J.C. – 4:20
13. Sentía – 3:28

## Classifiche
| Paese       | Posizione massima |
| ----------- | ----------------- |
| Germania    | 93                |
| Paesi Bassi | 43                |
| Spagna      | 1                 |
| Svizzera    | 29                |